# Date Masamune
Date Masamune (japanska: 伊達 政宗), född 5 september 1567 i Yonezawa, död 27 juni 1636, var en japansk fältherre.
Date var en av sin tids främsta Daimyo. Han deltog i Toyotomi Hideyoshis erövringskrig mot Korea och spelade en roll först som beskyddare, senare som förföljare av de tidiga kristna missionärerna i Japan. Hans dotter Irohahime gifte sig senare med Tokugawa Ieyasus son Tadateru Matsudaira.

## Eftermäle
Asteroiden 6859 Datemasamune är uppkallad efter Date Masamune.